# AURORA (藍井艾露單曲)
《AURORA》 是日本女歌手藍井艾露的第2張單曲，於2012年9月5日由SME Records發售。

## 概要
隨2011年的《MEMORIA》發行的約11個月後，便作為藍井艾露的第2首單曲作品。與前作不同的是，本作品是首次亮相後的首張單曲。
單曲以“初回生産限定盤CD+DVD”和“通常盤CD”兩種形式發售。初回生産限定盤附帶的 DVD 收錄了「AURORA」的音樂MV和製作花絮。

## 收錄内容
CD（通常盤））
1. AURORA  [4:20]
作詞：Eir・重永亮介、作曲：重永亮介、編曲：下川佳代・重永亮介
TBS、MBS 電視台動畫『機動戰士鋼彈AGE』第四部・三世代編 主題曲
2. Gleam In Twilight [4:48]
作詞、作曲：Eir、編曲：黒須克彦
3. enigmatic karma  [4:03]
作詞：Eir・安田貴広、作曲：安田貴広、編曲：安田貴広・下川佳代
4. AURORA（Instrumental）

CD（初回生産限定盤））
1. AURORA  [4:20]
2. Gleam In Twilight [4:48]
3. enigmatic karma  [4:03]
4. AURORA（TV Size Ver.） [1:30]

DVD（初回生産限定盤)
1. AURORA (Music Video）
2. The Making Of "AURORA"

## 收錄專輯
| 曲名   | 專輯     | 發售日期      | 備註       |
| ------ | -------- | ------------- | ---------- |
| AURORA | 《BLAU》 | 2013年1月30日 | 錄音室專輯 |

## 外部連結
- 日本索尼音樂
  - 初回生産限定盤 （页面存档备份，存于）
  - 通常盤 （页面存档备份，存于）